# NGC 6696
NGC 6696 is een spiraalvormig sterrenstelsel in het sterrenbeeld Draak. Het hemelobject werd op 17 juni 1884 ontdekt door de Amerikaanse astronoom Lewis A. Swift.

## Synoniemen
- MCG 10-26-47
- PGC 62215